# Орнитоптера Ротшильда
Орнитоптера Ротшильда (лат. Ornithoptera rothschildi) — крупная дневная бабочка семейства Парусники.
Видовое название дано в честь Уолтера Ротшильда — знаменитого банкира и коллекционера бабочек, финансировавшего и организовавшего экспедиции для поиска новых видов, собравшего за свою жизнь крупнейшую частную коллекцию в мире — около 2 миллионов 250 тысяч экземпляров бабочек.

## Описание

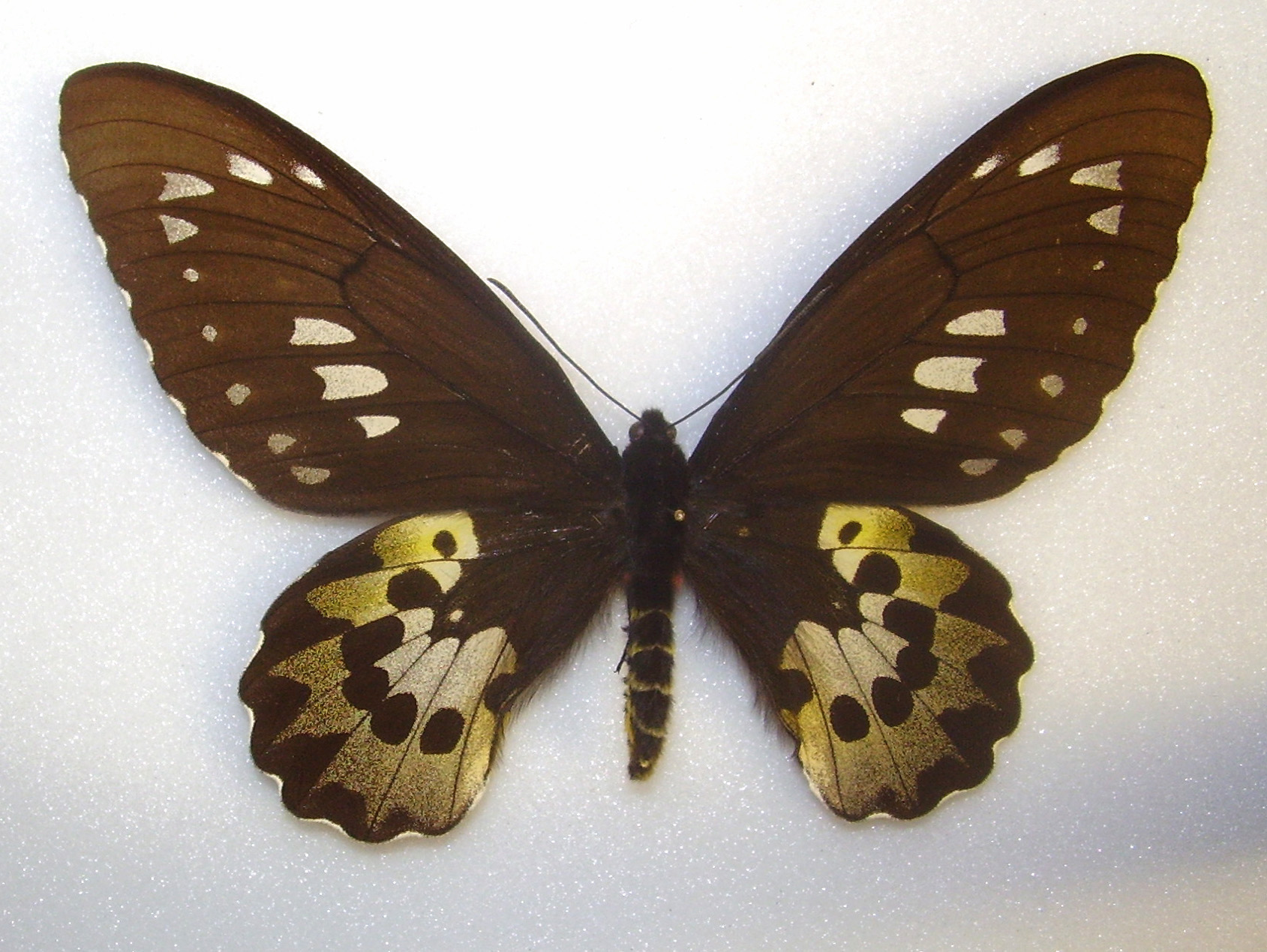
Самка

Размах крыльев самца — до 13 см, самки — до 15.5 см. Внешним видом несколько сходна с Орнитоптера голиаф, но меньше её, а отливающие зелёным блеском передние крылья самца не такие яркие. Половой диморфизм выраженный. Окраска самок — буро-коричневая, со светлыми пятнами, нижние крылья с серо-желтоватой широкой каймой

## Местообитания
Горные леса на высоте 1800—2400 метров над уровнем моря, ущелья и долины.

## Ареал
Ириан-Джая, горы Арфак. Несмотря на ограниченный ареал — многочисленный вид.

## Замечания по охране
Занесен в перечень чешуекрылых экспорт, реэкспорт и импорт которых регулируется в соответствии с Конвенцией о международной торговле видами дикой фауны и флоры, находящимися под угрозой исчезновения (СИТЕС).